# Chemsakia
Chemsakia är ett släkte av skalbaggar. Chemsakia ingår i familjen långhorningar.
Kladogram enligt Catalogue of Life:
| Chemsakia | \| \| Chemsakia semicostata \| \| \| \| \| \| Chemsakia subarmata \| \| \| \| |
|           | \| \| Chemsakia semicostata \| \| \| \| \| \| Chemsakia subarmata \| \| \| \| |
|           | Chemsakia semicostata                                                         |
|           |                                                                               |
|           | Chemsakia subarmata                                                           |
|           |                                                                               |